# 金庠
金庠，南直隸長洲（今江蘇蘇州）人，明朝政治人物。
永樂九年（1411年）辛卯科二甲第十一名進士，宣德年間出任御史。後來出任刑部尚書。有《橋門廳雨集》。